# Хронологія світових рекордів з напівмарафону серед чоловіків
Світові рекорди з напівмарафону визнаються Світовою легкою атлетикою з-поміж результатів, показаних легкоатлетами на шосейній дистанції, за умови дотримання встановлених вимог.
Світова легка атлетика почала ратифікацію світових рекордів у цій дисципліні з 1 січня 2004.

## Хронологія рекордів
| Результат                              | Атлет                      | Місто змагань | Дата змагань | Примітки     | Відео            |
| -------------------------------------- | -------------------------- | ------------- | ------------ | ------------ | ---------------- |
| 59.17                                  | Пол Тергат Кенія           | Мілан         | 04.04.1998   |              |                  |
| 59.16                                  | Семюел Ванджиру Кенія      | Роттердам     | 11.09.2005   | [ 1 ]        |                  |
| 58.55                                  | Хайле Гебрселассіє Ефіопія | Темпе         | 15.01.2006   | [ 2 ]        |                  |
| 58.33                                  | Семюел Ванджиру Кенія      | Гаага         | 17.03.2007   | [ 3 ]        |                  |
| 58.23                                  | Зерсенай Тадесе Еритрея    | Лісабон       | 21.03.2010   | [ 4 ]        |                  |
| 58.01                                  | Джеффрі Камворор Кенія     | Копенгаген    | 15.09.2019   | [ 5 ] [ 6 ]  |                  |
| 57.32                                  | Кібівотт Канді Кенія       | Валенсія      | 06.12.2020   | [ 7 ] [ 8 ]  | Відео на YouTube |
| 57.31                                  | Джейкоб Кіплімо Уганда     | Лісабон       | 21.11.2021   | [ 9 ] [ 10 ] | Відео на YouTube |
| 57.30                                  | Йоміф Кеджельча Ефіопія    | Валенсія      | 27.10.2024   | [ 11 ]       | Відео на YouTube |
| 56.42                                  | Джейкоб Кіплімо Уганда     | Барселона     | 16.02.2025   | [ 12 ]       | Відео на YouTube |
| 0 років, 36 днів від дати встановлення |                            |               |              |              |                  |